# Marco Bellocchio

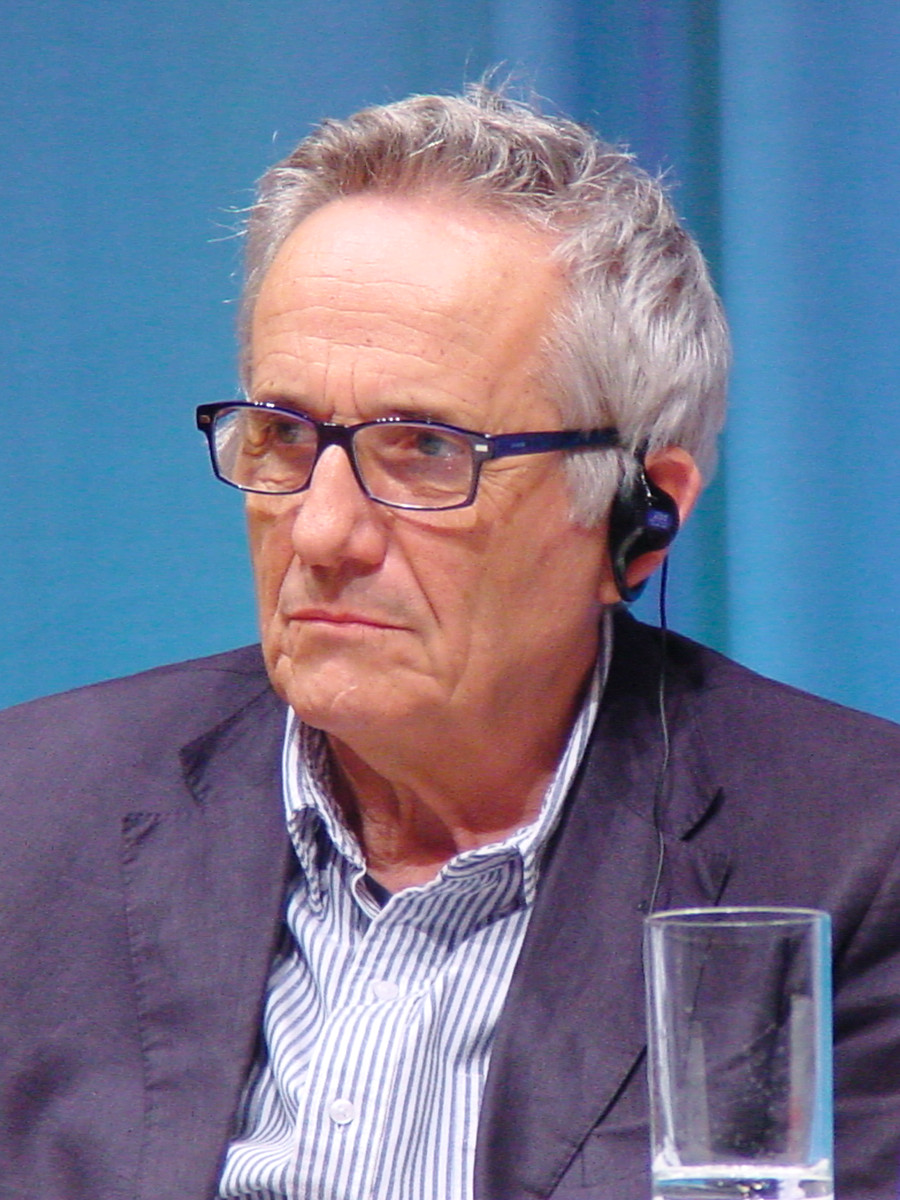
Marco Bellocchio (2010)

Marco Bellocchio (* 9. November 1939 in Bobbio, Provinz Piacenza) ist ein italienischer Regisseur und Drehbuchautor.

## Leben
Bellocchio zog nach dem Besuch des Centro Sperimentale di Cinematografia im Jahr 1959 nach London, um dort an der Slade School of Fine Arts weiter zu studieren. Die ersten Regiearbeiten übernahm er in der Mitte der 1960er Jahre. Sein Erstlingsfilm war I pugni nella tasca (übersetzt als Fäuste in der Tasche), der 1965 beim Filmfestival von Locarno mit dem „Silbernen Segel“ ausgezeichnet wurde. Danach führte er Regie eines Teils des Episodenfilms  Liebe und Zorn (1969), die anderen Teile drehten Bernardo Bertolucci, Jean-Luc Godard, Carlo Lizzani und Pier Paolo Pasolini. Für diese Arbeit wurde er 1969 für den Goldenen Bären in Berlin nominiert.
Der Film Teufel im Leib (1986) mit Maruschka Detmers, für den er auch das Drehbuch schrieb, wurde wegen der freizügigen Liebesszenen zum europaweiten Skandal. Für die Regie des Films Die Verurteilung gewann er auf der Berlinale 1991 den Silbernen Bären. Für den Film Der Prinz von Homburg (1997) wurde er für die Goldene Palme, den Preis des Festival Internacional de Cinema de Catalunya und den Chicago International Film Festival Award nominiert. Für den Film L'ora di religione (2002) wurde er für die Goldene Palme nominiert und gewann einen Sonderpreis der Internationalen Filmfestspiele von Cannes. Das Jahr darauf erhielt er für seinen Film Buongiorno, notte – Der Fall Aldo Moro den Europäischen FIPRESCI-Preis. 2007 wurde Bellocchio in die Wettbewerbsjury der 60. Filmfestspiele von Cannes berufen. Zwei Jahre später erhielt er für Vincere eine Einladung in den Wettbewerb der 62. Filmfestspiele von Cannes. Der Film handelt von einem geheimgehaltenen Sohn Benito Mussolinis.
Bellocchio gilt als einer der unangepasstesten Regisseure Italiens, als einer, der mit Mut, Entschiedenheit und Präzision seine Ideen in Film umsetzt und dem Publikum dabei zeitgenössische politische Themen ebenso nahebringt wie menschliche Beziehungen. Bei den 68. Internationalen Filmfestspielen von Venedig 2011 erhielt er den Ehrenpreis für sein Lebenswerk zugesprochen. Ein Jahr später wurde er mit Bella Addormentata zum dritten Mal in den Wettbewerb des italienischen A-Festivals eingeladen. Das Drama ist ein Ensemblefilm mit unter anderem Toni Servillo, Isabelle Huppert und Alba Rohrwacher, dessen Handlung um den Tod der italienischen Komapatientin Eluana Englaro (1970–2009) angesiedelt ist.
Im Jahr 2018 wurde Bellocchio in die Academy of Motion Picture Arts and Sciences berufen, die jährlich die Oscars vergibt. Drei Jahre später wurde ihm beim Filmfestival von Cannes 2021 die Goldene Ehrenpalme zuerkannt.
Im Jahr 2022 führte er Regie bei der sechsteiligen Fernsehserie Und draußen die Nacht, die die Entführung Aldo Moros thematisiert. Ein Jahr später erhielt er für das Historiendrama Die Bologna-Entführung – Geraubt im Namen des Papstes (2023), bei dem sich Bellocchio vom Leben Edgardo Mortaras inspirieren ließ, erneut eine Einladung in den Wettbewerb von Cannes.

## Filmografie (Auswahl)
- 1965: Mit der Faust in der Tasche (I pugni in tasca)
- 1968: China ist nahe (La cina e vicina)
- 1969: Liebe und Zorn (Amore e rabbia)
- 1972: Der Planet Venus (Pianeta Venere) – Drehbuch
- 1972: Im Namen des Vaters (Nel nome del padre)
- 1972: Knallt das Monstrum auf die Titelseite! (Sbatti il mostro in prima pagina)
- 1975: Triumphmarsch (Marcia trionfale)
- 1975: Keiner oder alle (Matti da slegare)
- 1977: Die Möwe (Il Gabbiano)
- 1980: Der Sprung ins Leere (Salto nel vuoto)
- 1982: Die Augen, der Mund (Gli occhi, la bocca)
- 1984: Heinrich IV. (Enrico IV)
- 1986: Teufel im Leib (Il diavolo in corpo)
- 1988: Sabba, die Hexe (La visione del Sabba)
- 1991: Die Verurteilung (La condanna)
- 1995: Zerbrochene Träume – Argumente und Delirium (Sogni infranti – ragionamenti e deliri)
- 1997: Der Prinz von Homburg (Il principe di Homburg)
- 1999: La Balia
- 2002: L'ora di religione
- 2003: Buongiorno, notte – Der Fall Aldo Moro (Buongiorno notte)
- 2006: Il regista di matrimoni
- 2009: Vincere
- 2010: Sorelle Mai
- 2012: Bella Addormentata (Bella addormentata)
- 2015: Sangue del mio sangue
- 2016: Träum was Schönes – Fai Bei Sogni (Fai bei sogni)
- 2019: Il Traditore – Als Kronzeuge gegen die Cosa Nostra (Il traditore)
- 2021: Marx kann warten (Marx puo aspettare)
- 2022: Und draußen die Nacht (Esterno notte, Fernsehserie)
- 2023: Die Bologna-Entführung – Geraubt im Namen des Papstes (Rapito)
- 2024: Se posso permettermi – Capitolo II (Kurzfilm)